# Kunle Adejuyigbe
Kunle Adejuyigbe (ur. 8 sierpnia 1977) – nigeryjski lekkoatleta specjalizujący się w długich biegach sprinterskich.

## Sukcesy sportowe
W 1994 r. zajął 8. miejsce w biegu na 400 metrów podczas rozegranych w Lizbonie mistrzostw świata juniorów. Największy sukces na arenie międzynarodowej odniósł w 1995 r. w Göteborgu, zdobywając wspólnie z Udeme Ekpeyongiem, Jude'em Monye i Sundayem Badą brązowy medal mistrzostw świata w biegu sztafetowym 4 x 400 metrów. W tej samej konkurencji otrzymał też złoty medal igrzysk afrykańskich w Harare.

## Rekordy życiowe
- bieg na 400 metrów – 46,05 – Boise 23/05/1998
- bieg na 400 metrów (hala) – 47,08 – Bozeman 07/03/1998